# Тончо Тончев
Тончо Димитров Тончев е български професионален боксьор, носител на титлата Европейски шампион по бокс за професионалисти, в категория „суперперо“ (2001 година). Носител на сребърен медал от Летните Олимпийски игри в Атланта, САЩ, 1996 година.
През 1997 година започва професионална кариера, като в първите си 24 мача има само победи.

## Успехи
Аматьорски бокс:
- Олимпиада: (2)
  - 1996: сребърен медал.

Професионален бокс:
- СБС: световен шампион – 2004
- ЕБС: европейски шампион – 2001
- СБО: международен шампион – 2000
- УБА: междуконтинентален шампион – 1999-2000
- БББ: балкански шампион – 2002